# 樂團回來了
〈樂團回來了〉（英語："Dude, We're Getting the Band Back Together"）是美國動畫電視劇《飛哥與小佛》第一季的第14集，於2008年3月8日在北美迪士尼頻道首播，次年2月13日於迪士尼XD播出。劇情講述飛哥·福林和小佛·富雷查兄弟倆為了慶祝父母的結婚紀念日，試圖集結多年前解散的重金屬樂團「就愛韓德爾」。
本集由系列聯合主創丹·波文米爾執導，巴比·蓋勒、馬丁·奧爾森編劇，並由克里斯·希德里克和鍾·李負責處理分鏡。劇中就愛韓德爾的各個成員名是對系列的主要製作人員：蓋勒、波文米爾和傑夫·「小澤」·馬許的諧仿。賈瑞特·雷迪克、卡洛斯·阿拉茲拉奎和史提夫·扎恩客串聲演樂團成員。
〈樂團回來了〉得到評論家和粉絲的普遍好評，《飛哥與小佛》主創後來接受採訪時稱此集是心目中的最愛。本集插曲〈我抓不到節奏〉在第60屆黃金時段艾美獎上獲得「最佳原創音樂和歌詞」類別的提名。

## 配音員
- 文森特·馬特拉（英语：Vincent Martella） 飾 飛哥·福林
- 湯瑪士·桑格斯特 飾 小佛·富雷查
- 艾希莉·提斯代爾 飾 凱蒂絲·福林
- 卡羅琳·瑞亞（英语：Caroline Rhea） 飾 琳達·弗林-富雷查
- 艾莉森·斯通勒 飾 伊莎貝拉·格拉希-夏普羅
- 理查·歐布萊恩（英语：Richard O’Brien） 飾 勞倫斯·富雷查
- 丹·波文米爾（英语：Dan Povenmire） 飾 漢斯·杜芬舒斯
- 傑夫·「小澤」·馬許（英语：Jeff "Swampy" Marsh） 飾 莫來管少校
- 迪·布萊德利·貝克 飾 鴨嘴獸泰瑞
- 賈瑞特·雷迪克（英语：Jaret Reddick） 飾 丹尼
- 卡洛斯·阿拉茲拉奎 飾 正點巴比
- 史提夫·扎恩 飾 小澤／雪門
- 胡凱莉 飾 史黛西·平野
- 奧莉薇亞·奧爾森（英语：Olivia Olson） 飾 凡妮莎·杜芬舒斯
- 約翰·迪·瑪吉歐 飾 愛的進行式的強尼
- 苏珊·布莱克史利 飾 愛情姥姥

## 劇情
一早，飛哥、小佛的父母琳達和勞倫斯正為今天是什麼日子爭論，可琳達始終沒得到想要的答案，生氣地走出了門。隨後凱蒂絲告訴他今天是他和媽媽的結婚紀念日，勞倫斯才驚覺此事並去車庫尋找禮物。他找到1980年代重金屬樂團「就愛韓德爾」的一張舊專輯，向孩子們透露當初就是在樂團的告別演唱會上和媽媽墜入愛河，不過樂團早在多年前解散，只能將這段往事塵封。觀看了關於就愛韓德爾今昔發展的特別節目後，姊弟三人決定請樂團成員復出表演。凱蒂絲的任務是讓琳達遠離房子，這樣飛哥和小佛就能去尋找四散各地的團員。
另一方面，鴨嘴獸泰瑞接到消息稱邪惡科學家杜芬舒斯博士近日有可疑活動，前往其藏身處進行調查，卻發現他只是在為他16歲的女兒凡妮莎準備生日派對。杜芬舒斯表示他每年都會為女兒舉辦生日派對，但對方似乎不領情，所以拜託泰瑞幫忙他。
飛哥和小佛陸續到訪就愛韓德爾團員目前工作的地方，說服他們再度出山。經營音樂工坊的樂團前主唱丹尼在唱了一首歌後欣然答應。現職髮型設計師的前貝斯手正點巴比起初興致不大，覺得自己已被世人淡忘，但在唱完歌後改變心意。擔任圖書館管理員的前鼓手小澤原先以為自己已永久喪失節奏感，但在唱完歌後發現該能力一直存在，因此決定加入樂團。與此同時，勞倫斯找來一家婚宴公司布置晚宴，但不幸失火而付之一炬。飛哥和小佛隨後領樂團趕回家裡，要勞倫斯毋須擔心。   
杜芬舒斯把泰瑞綁在巨大的鞭炮上，計畫在派對結束時作為壓軸好戲引爆。然而凡妮莎到場後對派對的「小女孩」主題十分厭棄，並擔心待會在她的哥德朋友面前丟臉。杜芬舒斯對又一次搞砸派對感到沮喪，打算直接發射泰瑞，而泰瑞果斷掙脫並在打鬥過程中讓杜芬舒斯意外纏上火箭。另一邊廂，就愛韓德爾在排演期間陷入內訌，再度面臨解散危機，但在看到淹滿大街的樂迷後放下不快並開始表演。同一時間，凱蒂絲和琳達剛好駛回家。琳達與丈夫重逢，在音樂的環繞下浪漫接吻。杜芬舒斯的鞭炮發射時炸毀整個派對，這種毛骨悚然的氛圍反而吸引到凡妮莎的哥德朋友。片尾職員名單中，該集登場的所有人物隨著就愛韓德爾的音樂跳舞。      

## 製作
〈樂團回來了〉由巴比·蓋勒（Bobby Gaylor）、馬丁·奧爾森編劇，並由克里斯·希德里克（Chris Headrick）和鍾·李（Chong Lee）處理分鏡。本集導演由系列聯合主創丹·波文米爾擔綱，此前他曾和希德里克為一部樂一通非戲院首映短片共同編寫劇本，題為《拉斯維加斯的兔子和厭惡》。
劇中就愛韓德爾各個成員的名字均借用自系列的主要製作人員，如丹尼取自主創波文米爾、正點巴比取自編劇蓋勒、小澤取自主創傑夫·「小澤」·馬許，而他們過去也是玩樂團出生。波文米爾和馬許有十多年的時光在美國洛杉磯的樂團裡度過。蓋勒早年則是口述藝術家，長於流行和搖滾音樂，並曾出過一張專輯。
除了節目的固定配音班底外，〈樂團回來了〉還邀請到賈瑞特·雷迪克（葛萊美獎提名樂團寶齡湯樂團主唱）、卡洛斯·阿拉茲拉奎和史提夫·扎恩客串聲演就愛韓德爾的團員，其中前者還演唱了本集的主題曲。 

## 反響
〈樂團回來了〉播出後得到評論家和粉絲的好評。《Newsarama》記者史蒂夫·弗里茨（Steve Fritz）稱這一集是成為粉絲的最愛，讚揚它在遵循節目公式的同時走出的道路，不斷提出令人耳目一新的情節。Uproxx的雷切爾·科爾布（Rachel Kolb）表示各年齡層的人都可以欣賞這一集，但當中的1980、90年代音樂梗可能只有老一輩人能引起共鳴。為全系列15部最佳劇集作先後排序，《娱乐周刊》的泰勒·阿奎利納（Tyler Aquilina）將其列為第九，評述《飛哥與小佛》雖然有時會走向過於甜膩的境地，但此集透過富戲劇化且打動人心的故事，成功深化了角色和節目的世界。
本集在製作人員中也很受歡迎。波文米爾稱其為他和馬許的最愛。2009年4月接受採訪時，馬許將〈雲霄飛車〉選為他最愛的一集，〈樂團回來了〉與〈米普的航行日誌〉並列第二。
在第60屆黃金時段艾美獎上，本集插曲〈我抓不到節奏〉獲得「最佳原創音樂和歌詞」類別的提名，是系列歌曲第二次獲得艾美獎提名，惟最終敗給《吉米夜現場》的〈I'm F***ing Matt Damon〉（我他媽是麥特·戴蒙）。2009年播出的特集〈十大金曲〉中，節目統整網民所票選的第一季最佳歌曲，〈我抓不到節奏〉列第八位。此外，本集共有三首插曲獲收錄於《飛哥與小佛》同名原聲帶中，〈丹尼的故事〉和〈音樂讓人快樂〉則未被收錄。